# 2e étape du Tour de France 2020
Pour un article plus général, voir Tour de France 2020.
La 2e étape du Tour de France 2020 se déroule le dimanche 30 août 2020 à Nice, sur une distance de 187 kilomètres.

## Parcours

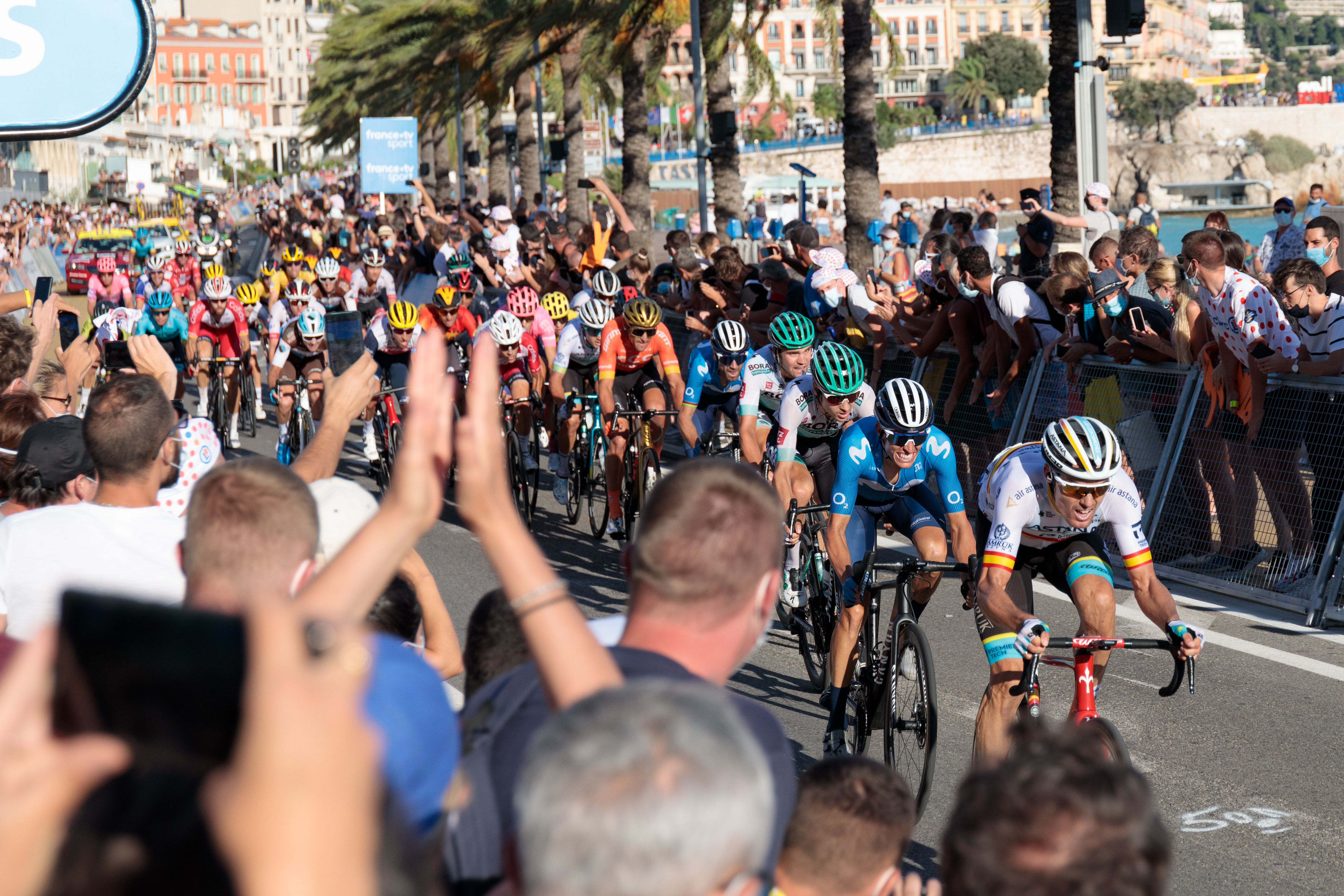
Promenade des Anglais

La deuxième étape de cette édition 2020, toujours entre Nice et Nice, mais cette fois-ci sur un parcours plus vallonné. Au programme, les ascensions du col de la Colmiane (16,3 km à 6,3 %) et du col de Turini (14,9 km à 7,4 %), classées toutes deux en 1re catégorie, avant le col d'Èze (7,8 km à 6,1 %, 2e catégorie) et pour terminer le col des Quatre Chemins (Bonifications). Une courte descente pour revenir sur Nice, où est l'arrivée est située une nouvelle fois sur la promenade des Anglais.[réf. nécessaire]

## Déroulement de la course
173 coureurs prennent le départ. Philippe Gilbert et Rafael Valls sont non-partants pour cause de blessures et John Degenkolb étant arrivé hors des délais la veille est contraint de quitter la course. Dès le départ, huit coureurs s'échappent. On retrouve à l'avant Matteo Trentin (CCC Team), Kasper Asgreen (Deceuninck-Quick Step), Lukas Pöstlberger, le porteur du maillot vert Peter Sagan (Bora-Hansgrohe), Benoît Cosnefroy (ALM), Anthony Perez (COF), Michael Gogl (NTT) et le champion de Lettonie Toms Skujiņš (Trek-Segafredo), alors que David Gaudu, tombé la veille, est en difficulté à l'arrière. Matteo Trentin devance au sprint intermédiaire Peter Sagan, juste avant de perdre sa place sur un ennui mécanique. Les hommes de tête vont ensuite se disputer le maillot à pois dans les deux premiers cols de la journée. Benoit Cosnefroy devance Anthony Perez et Michael Gogl au col de la Colmiane, puis Perez devance Cosnefroy et Gogl au col de Turini. Cosnefroy est le nouveau meilleur grimpeur, au bénéfice du classement général par rapport à Perez. Alors que les sprinteurs dont le maillot jaune sont distancés dans le col de Turini, les échappés sont revus au pied du col d'Eze. Julian Alaphilippe attaque dès les premières pentes du col des Quatre chemins, suivi par Marc Hirschi (Sunweb). Adam Yates (Mitchelton-Scott) rejoint le duo quelques hectomètres plus loin. Yates, Alaphilippe et Hirschi prennent respectivement 8, 5 et 2 secondes de bonification au sommet de l'ascension. Le trio va ensuite se disputer la victoire d'étape au sprint. Alaphilippe gagne juste devant Hirschi, une seconde devant Yates et deux secondes devant le peloton, réglé par le champion olympique Greg Van Avermaet (CCC Team). Il prend également la tête du classement général, avec 4 secondes d'avance sur Yates, 7 sur le nouveau maillot blanc Hirschi et 17 secondes sur 32 coureurs, dont les favoris pour le classement général final.[réf. nécessaire]

## Résultats

### Classement de l'étape
| Classement de la 2e étape | Classement de la 2e étape | Classement de la 2e étape | Classement de la 2e étape | Classement de la 2e étape |
|                           | Coureur                   | Pays                      | Équipe                    | Temps                     |
| ------------------------- | ------------------------- | ------------------------- | ------------------------- | ------------------------- |
| 1er                       | Julian Alaphilippe        | France                    | Deceuninck-Quick Step     | en 4 h 55 min 27 s        |
| 2e                        | Marc Hirschi              | Suisse                    | Sunweb                    | + 0 s                     |
| 3e                        | Adam Yates                | Royaume-Uni               | Mitchelton-Scott          | + 1 s                     |
| 4e                        | Greg Van Avermaet         | Belgique                  | CCC                       | + 2 s                     |
| 5e                        | Sergio Andrés Higuita     | Colombie                  | EF Pro Cycling            | + 2 s                     |
| 6e                        | Bauke Mollema             | Pays-Bas                  | Trek-Segafredo            | + 2 s                     |
| 7e                        | Alexey Lutsenko           | Kazakhstan                | Astana                    | + 2 s                     |
| 8e                        | Tadej Pogačar             | Slovénie                  | UAE Emirates              | + 2 s                     |
| 9e                        | Maximilian Schachmann     | Allemagne                 | Bora-Hansgrohe            | + 2 s                     |
| 10e                       | Alberto Bettiol           | Italie                    | EF Pro Cycling            | + 2 s                     |
| modifier                  |                           |                           |                           |                           |

### Points attribués
| Sprint intermédiaire Lac du Broc (km 16) | Sprint intermédiaire Lac du Broc (km 16) | Sprint intermédiaire Lac du Broc (km 16) | Sprint intermédiaire Lac du Broc (km 16) | Sprint intermédiaire Lac du Broc (km 16) |
| ---------------------------------------- | ---------------------------------------- | ---------------------------------------- | ---------------------------------------- | ---------------------------------------- |
|                                          | Coureur                                  | Pays                                     | Équipe                                   | Point(s)                                 |
| 1er                                      | Matteo Trentin                           | Italie                                   | CCC                                      | 20                                       |
| 2e                                       | Peter Sagan                              | Slovaquie                                | Bora-Hansgrohe                           | 17                                       |
| 3e                                       | Toms Skujiņš                             | Lettonie                                 | Trek-Segafredo                           | 15                                       |
| 4e                                       | Michael Gogl                             | Autriche                                 | NTT Pro Cycling                          | 13                                       |
| 5e                                       | Kasper Asgreen                           | Danemark                                 | Deceuninck-Quick Step                    | 11                                       |
| 6e                                       | Anthony Perez                            | France                                   | Cofidis                                  | 10                                       |
| 7e                                       | Benoît Cosnefroy                         | France                                   | AG2R La Mondiale                         | 9                                        |
| 8e                                       | Lukas Pöstlberger                        | Autriche                                 | Bora-Hansgrohe                           | 8                                        |
| 9e                                       | Sam Bennett                              | Australie                                | Deceuninck-Quick Step                    | 7                                        |
| 10e                                      | Michael Mørkøv                           | Danemark                                 | Deceuninck-Quick Step                    | 6                                        |
| 11e                                      | Alexander Kristoff                       | Norvège                                  | UAE Emirates                             | 5                                        |
| 12e                                      | Bryan Coquard                            | France                                   | B&B Hotels-Vital Concept                 | 4                                        |
| 13e                                      | Elia Viviani                             | Italie                                   | Cofidis                                  | 3                                        |
| 14e                                      | Niccolò Bonifazio                        | Italie                                   | Total Direct Énergie                     | 2                                        |
| 15e                                      | Giacomo Nizzolo                          | Italie                                   | NTT Pro Cycling                          | 1                                        |
| modifier                                 |                                          |                                          |                                          |                                          |

| Arrivée d'étape Nice - 2e passage sur la ligne d'arrivée (km 186) | Arrivée d'étape Nice - 2e passage sur la ligne d'arrivée (km 186) | Arrivée d'étape Nice - 2e passage sur la ligne d'arrivée (km 186) | Arrivée d'étape Nice - 2e passage sur la ligne d'arrivée (km 186) | Arrivée d'étape Nice - 2e passage sur la ligne d'arrivée (km 186) |
| ----------------------------------------------------------------- | ----------------------------------------------------------------- | ----------------------------------------------------------------- | ----------------------------------------------------------------- | ----------------------------------------------------------------- |
|                                                                   | Coureur                                                           | Pays                                                              | Équipe                                                            | Point(s)                                                          |
| 1er                                                               | Julian Alaphilippe                                                | France                                                            | Deceuninck-Quick Step                                             | 30                                                                |
| 2e                                                                | Marc Hirschi                                                      | Suisse                                                            | Sunweb                                                            | 25                                                                |
| 3e                                                                | Adam Yates                                                        | Royaume-Uni                                                       | Mitchelton-Scott                                                  | 22                                                                |
| 4e                                                                | Greg Van Avermaet                                                 | Belgique                                                          | CCC                                                               | 19                                                                |
| 5e                                                                | Sergio Andrés Higuita                                             | Colombie                                                          | EF Pro Cycling                                                    | 17                                                                |
| 6e                                                                | Bauke Mollema                                                     | Pays-Bas                                                          | Trek-Segafredo                                                    | 15                                                                |
| 7e                                                                | Alexey Lutsenko                                                   | Kazakhstan                                                        | Astana                                                            | 13                                                                |
| 8e                                                                | Tadej Pogačar                                                     | Slovénie                                                          | UAE Emirates                                                      | 11                                                                |
| 9e                                                                | Maximilian Schachmann                                             | Allemagne                                                         | Bora-Hansgrohe                                                    | 9                                                                 |
| 10e                                                               | Alberto Bettiol                                                   | Italie                                                            | EF Pro Cycling                                                    | 7                                                                 |
| 11e                                                               | Guillaume Martin                                                  | France                                                            | Cofidis                                                           | 6                                                                 |
| 12e                                                               | Esteban Chaves                                                    | Colombie                                                          | Mitchelton-Scott                                                  | 5                                                                 |
| 13e                                                               | Damiano Caruso                                                    | Italie                                                            | Bahrain-McLaren                                                   | 4                                                                 |
| 14e                                                               | Alejandro Valverde                                                | Espagne                                                           | Movistar                                                          | 3                                                                 |
| 15e                                                               | Pierre Latour                                                     | France                                                            | AG2R La Mondiale                                                  | 2                                                                 |
| modifier                                                          |                                                                   |                                                                   |                                                                   |                                                                   |

|   | Coureur            | Pays        | Équipe                | Secondes |
| - | ------------------ | ----------- | --------------------- | -------- |
| 1 | Adam Yates         | Royaume-Uni | Mitchelton-Scott      | 8 s      |
| 2 | Julian Alaphilippe | France      | Deceuninck-Quick Step | 5 s      |
| 3 | Marc Hirschi       | Suisse      | Sunweb                | 2 s      |

|   | Coureur            | Pays        | Équipe                | Secondes |
| - | ------------------ | ----------- | --------------------- | -------- |
| 1 | Julian Alaphilippe | France      | Deceuninck-Quick Step | 10 s     |
| 2 | Marc Hirschi       | Suisse      | Sunweb                | 6 s      |
| 3 | Adam Yates         | Royaume-Uni | Mitchelton-Scott      | 4 s      |

### Cols et côtes
| Col de la Colmiane (km 63,5) 1re catégorie (16,3 km à 6,3%) | Col de la Colmiane (km 63,5) 1re catégorie (16,3 km à 6,3%) | Col de la Colmiane (km 63,5) 1re catégorie (16,3 km à 6,3%) | Col de la Colmiane (km 63,5) 1re catégorie (16,3 km à 6,3%) | Col de la Colmiane (km 63,5) 1re catégorie (16,3 km à 6,3%) |
| ----------------------------------------------------------- | ----------------------------------------------------------- | ----------------------------------------------------------- | ----------------------------------------------------------- | ----------------------------------------------------------- |
|                                                             | Coureur                                                     | Pays                                                        | Équipe                                                      | Point(s)                                                    |
| 1er                                                         | Benoît Cosnefroy                                            | France                                                      | AG2R La Mondiale                                            | 10                                                          |
| 2e                                                          | Anthony Perez                                               | France                                                      | Cofidis                                                     | 8                                                           |
| 3e                                                          | Michael Gogl                                                | Autriche                                                    | NTT Pro Cycling                                             | 6                                                           |
| 4e                                                          | Kasper Asgreen                                              | Danemark                                                    | Deceuninck-Quick Step                                       | 4                                                           |
| 5e                                                          | Toms Skujiņš                                                | Lettonie                                                    | Trek-Segafredo                                              | 2                                                           |
| 6e                                                          | Lukas Pöstlberger                                           | Autriche                                                    | Bora-Hansgrohe                                              | 1                                                           |
| modifier                                                    |                                                             |                                                             |                                                             |                                                             |

| Col de Turini (km 99,5) 1re catégorie (14,9 km à 7,4%) | Col de Turini (km 99,5) 1re catégorie (14,9 km à 7,4%) | Col de Turini (km 99,5) 1re catégorie (14,9 km à 7,4%) | Col de Turini (km 99,5) 1re catégorie (14,9 km à 7,4%) | Col de Turini (km 99,5) 1re catégorie (14,9 km à 7,4%) |
| ------------------------------------------------------ | ------------------------------------------------------ | ------------------------------------------------------ | ------------------------------------------------------ | ------------------------------------------------------ |
|                                                        | Coureur                                                | Pays                                                   | Équipe                                                 | Point(s)                                               |
| 1er                                                    | Anthony Perez                                          | France                                                 | Cofidis                                                | 10                                                     |
| 2e                                                     | Benoît Cosnefroy                                       | France                                                 | AG2R La Mondiale                                       | 8                                                      |
| 3e                                                     | Michael Gogl                                           | Autriche                                               | NTT Pro Cycling                                        | 6                                                      |
| 4e                                                     | Toms Skujiņš                                           | Lettonie                                               | Trek-Segafredo                                         | 4                                                      |
| 5e                                                     | Kasper Asgreen                                         | Danemark                                               | Deceuninck-Quick Step                                  | 2                                                      |
| 6e                                                     | Lukas Pöstlberger                                      | Autriche                                               | Bora-Hansgrohe                                         | 1                                                      |
| modifier                                               |                                                        |                                                        |                                                        |                                                        |

| Col d'Èze (km 153) 2e catégorie (7,8 km à 6,1%) | Col d'Èze (km 153) 2e catégorie (7,8 km à 6,1%) | Col d'Èze (km 153) 2e catégorie (7,8 km à 6,1%) | Col d'Èze (km 153) 2e catégorie (7,8 km à 6,1%) | Col d'Èze (km 153) 2e catégorie (7,8 km à 6,1%) |
| ----------------------------------------------- | ----------------------------------------------- | ----------------------------------------------- | ----------------------------------------------- | ----------------------------------------------- |
|                                                 | Coureur                                         | Pays                                            | Équipe                                          | Point(s)                                        |
| 1er                                             | Nicolas Roche                                   | Irlande                                         | Sunweb                                          | 5                                               |
| 2e                                              | Robert Gesink                                   | Pays-Bas                                        | Jumbo-Visma                                     | 3                                               |
| 3e                                              | Marc Hirschi                                    | Suisse                                          | Sunweb                                          | 2                                               |
| 4e                                              | Wout van Aert                                   | Belgique                                        | Jumbo-Visma                                     | 1                                               |
| modifier                                        |                                                 |                                                 |                                                 |                                                 |

### Prix de la combativité
- Benoît Cosnefroy (AG2R La Mondiale)

## Classements à l'issue de l'étape

### Classement général
| Classement général | Classement général | Classement général | Classement général    | Classement général |
|                    | Coureur            | Pays               | Équipe                | Temps              |
| ------------------ | ------------------ | ------------------ | --------------------- | ------------------ |
| 1er                | Julian Alaphilippe | France             | Deceuninck-Quick Step | en 8 h 41 min 35 s |
| 2e                 | Adam Yates         | Royaume-Uni        | Mitchelton-Scott      | + 4 s              |
| 3e                 | Marc Hirschi       | Suisse             | Sunweb                | + 7 s              |
| 4e                 | Sergio Higuita     | Colombie           | EF Pro Cycling        | + 17 s             |
| 5e                 | Tadej Pogačar      | Slovénie           | UAE Emirates          | + 17 s             |
| 6e                 | Esteban Chaves     | Colombie           | Mitchelton-Scott      | + 17 s             |
| 7e                 | Davide Formolo     | Italie             | UAE Emirates          | + 17 s             |
| 8e                 | Egan Bernal        | Colombie           | Ineos Grenadiers      | + 17 s             |
| 9e                 | Richard Carapaz    | Équateur           | Ineos Grenadiers      | + 17 s             |
| 10e                | Tom Dumoulin       | Pays-Bas           | Jumbo-Visma           | + 17 s             |
| modifier           |                    |                    |                       |                    |

| Classement par points | Classement par points | Classement par points | Classement par points    | Classement par points |
| --------------------- | --------------------- | --------------------- | ------------------------ | --------------------- |
|                       | Coureur               | Pays                  | Équipe                   | Point(s)              |
| 1er                   | Alexander Kristoff    | Norvège               | UAE Emirates             | 64 points             |
| 2e                    | Peter Sagan           | Slovaquie             | Bora-Hansgrohe           | 46 pts                |
| 3e                    | Matteo Trentin        | Italie                | CCC                      | 36 pts                |
| 4e                    | Sam Bennett           | Irlande               | Deceuninck-Quick Step    | 35 pts                |
| 5e                    | Julian Alaphilippe    | France                | Deceuninck-Quick Step    | 30 pts                |
| 6e                    | Mads Pedersen         | Danemark              | Trek-Segafredo           | 30 pts                |
| 7e                    | Marc Hirschi          | Suisse                | Sunweb                   | 25 pts                |
| 8e                    | Adam Yates            | Royaume-Uni           | Mitchelton-Scott         | 22 pts                |
| 9e                    | Bryan Coquard         | France                | B&B Hotels-Vital Concept | 22 pts                |
| 10e                   | Michael Schär         | Suisse                | CCC                      | 20 pts                |
| modifier              |                       |                       |                          |                       |

| Classement du meilleur grimpeur | Classement du meilleur grimpeur | Classement du meilleur grimpeur | Classement du meilleur grimpeur | Classement du meilleur grimpeur |
| ------------------------------- | ------------------------------- | ------------------------------- | ------------------------------- | ------------------------------- |
|                                 | Coureur                         | Pays                            | Équipe                          | Point(s)                        |
| 1er                             | Benoît Cosnefroy                | France                          | AG2R La Mondiale                | 18 points                       |
| 2e                              | Anthony Perez                   | France                          | Cofidis                         | 18 pts                          |
| 3e                              | Michael Gogl                    | Autriche                        | NTT Pro Cycling                 | 12 pts                          |
| 4e                              | Toms Skujiņš                    | Lettonie                        | Trek-Segafredo                  | 6 pts                           |
| 5e                              | Kasper Asgreen                  | Danemark                        | Deceuninck-Quick Step           | 6 pts                           |
| 6e                              | Nicolas Roche                   | Irlande                         | Sunweb                          | 5 pts                           |
| 7e                              | Robert Gesink                   | Pays-Bas                        | Jumbo-Visma                     | 3 pts                           |
| 8e                              | Michael Schär                   | Suisse                          | CCC                             | 2 pts                           |
| 9e                              | Fabien Grellier                 | France                          | Total Direct Énergie            | 2 pts                           |
| 10e                             | Marc Hirschi                    | Suisse                          | Sunweb                          | 2 pts                           |
| modifier                        |                                 |                                 |                                 |                                 |

| Classement général du meilleur jeune | Classement général du meilleur jeune | Classement général du meilleur jeune | Classement général du meilleur jeune | Classement général du meilleur jeune |
|                                      | Coureur                              | Pays                                 | Équipe                               | Temps                                |
| ------------------------------------ | ------------------------------------ | ------------------------------------ | ------------------------------------ | ------------------------------------ |
| 1er                                  | Marc Hirschi                         | Suisse                               | Sunweb                               | en 8 h 41 min 42 s                   |
| 2e                                   | Sergio Higuita                       | Colombie                             | EF Pro Cycling                       | + 10 s                               |
| 3e                                   | Tadej Pogačar                        | Slovénie                             | UAE Emirates                         | + 10 s                               |
| 4e                                   | Egan Bernal                          | Colombie                             | Ineos Grenadiers                     | + 10 s                               |
| 5e                                   | Enric Mas                            | Espagne                              | Movistar                             | + 10 s                               |
| 6e                                   | Valentin Madouas                     | France                               | Groupama-FDJ                         | + 2 min 17 s                         |
| 7e                                   | Daniel Felipe Martínez               | Colombie                             | EF Pro Cycling                       | + 3 min 46 s                         |
| 8e                                   | Harold Tejada                        | Colombie                             | Astana                               | + 4 min 33 s                         |
| 9e                                   | Niklas Eg                            | Danemark                             | Trek-Segafredo                       | + 8 min 49 s                         |
| 10e                                  | Lennard Kämna                        | Allemagne                            | Bora-Hansgrohe                       | + 10 min 27 s                        |
| modifier                             |                                      |                                      |                                      |                                      |

| Classement par équipes | Classement par équipes | Classement par équipes | Classement par équipes |
|                        | Équipe                 | Pays                   | Temps                  |
| ---------------------- | ---------------------- | ---------------------- | ---------------------- |
| 1re                    | Trek-Segafredo         | États-Unis             | en 26 h 5 min 36 s     |
| 2e                     | EF Pro Cycling         | États-Unis             | + 0 s                  |
| 3e                     | Astana                 | Kazakhstan             | + 0 s                  |
| 4e                     | Bahrain-McLaren        | Bahreïn                | + 0 s                  |
| 5e                     | Ineos Grenadiers       | Royaume-Uni            | + 1 min 2 s            |
| 6e                     | Movistar               | Espagne                | + 1 min 10 s           |
| 7e                     | Jumbo-Visma            | Pays-Bas               | + 1 min 14 s           |
| 8e                     | UAE Emirates           | Émirats arabes unis    | + 2 min 7 s            |
| 9e                     | Groupama-FDJ           | France                 | + 2 min 7 s            |
| 10e                    | AG2R La Mondiale       | France                 | + 3 min 36 s           |
| modifier               |                        |                        |                        |

## Abandons
- Philippe Gilbert (Lotto-Soudal) : non-partant
- Rafael Valls (Bahrain-McLaren) : non-partant